# Drapac Cannondale Holistic Development Team
Drapac Cannondale Holistic Development Team war ein australisches Radsportteam mit Sitz in Melbourne.

## Geschichte
Die Mannschaft wurde 2006 als UCI Continental Team gegründet und nahm hauptsächlich an Rennen der UCI Oceania und Asia Tour teil. Ab 2007 besaß das Team eine Lizenz als UCI Professional Continental Team und fuhr seit 2009 wieder als Continental Team. Für die Saison 2014 wurde das Team wieder als Professional Continental Team registriert und stockte deshalb seinen Kader dafür auf.
Der Hauptsponsor Drapac Capital Partners ist ein Investmentfondbetreiber. Drapac wurde mit Beginn der Tour de France 2016 im Vorgriff auf die Fusion mit dem US-amerikanischen UCI WorldTeam Cannondale Pro Cycling Team im Jahr 2017 dessen zweiter Namenssponsor. Das australische Team übernahm dabei unter dem Namen Drapac-Pat's Veg die Rolle als „Farmteam“ des WorldTeams. Das Team wurde letztmals zur Saison 2019 bei der UCI unter dem Namen Drapac Cannondale Holistic Development Team registriert.
Im April 2019 kam Damion Drapac, ein Sohn des Hauptsponsors Michael Drapac, ums Leben, als er mit dem Fahrrad auf dem Weg zu den Festivitäten des ANZAC Day war und  von einem Auto angefahren wurde.

## Saison 2016

### Erfolge in der UCI America Tour
Bei den Rennen der UCI America Tour im Jahr 2016 gelangen dem Team nachstehende Erfolge.
| Datum      | Rennen                     | Kat. | Sieger       |
| ---------- | -------------------------- | ---- | ------------ |
| 20. Januar | 3. Etappe Tour de San Luis | 2.1  | Peter Koning |

### Erfolge in der UCI Asia Tour
Bei den Rennen der UCI Asia Tour im Jahr 2016 gelangen dem Team nachstehende Erfolge.
| Datum    | Rennen                   | Kat. | Sieger         |
| -------- | ------------------------ | ---- | -------------- |
| 6. März  | 1. Etappe Tour de Taiwan | 2.1  | William Clarke |
| 9. März  | 4. Etappe Tour de Taiwan | 2.1  | William Clarke |
| 14. Mai  | 2. Etappe Tour of Iran   | 2.1  | Peter Koning   |
| 8. Juni  | 4. Etappe Tour de Korea  | 2.1  | Brenton Jones  |
| 11. Juni | 7. Etappe Tour de Korea  | 2.1  | Brad Evans     |
| 12. Juni | 8. Etappe Tour de Korea  | 2.1  | Brenton Jones  |

### Erfolge in der UCI Oceania Tour
Bei den Rennen der UCI Oceania Tour im Jahr 2016 gelangen dem Team nachstehende Erfolge.
| Datum      | Rennen                       | Kat. | Sieger         |
| ---------- | ---------------------------- | ---- | -------------- |
| 3. Februar | Prolog Herald Sun Tour (EZF) | 2.1  | William Clarke |

### Erfolge in der UCI Europe Tour
Bei den Rennen der UCI Europe Tour im Jahr 2016 gelangen dem Team nachstehende Erfolge.
| Datum    | Rennen                            | Kat. | Sieger         |
| -------- | --------------------------------- | ---- | -------------- |
| 5. Juni  | 3. Etappe Boucles de la Mayenne   | 2.1  | Thomas Scully  |
| 2. Juli  | Prolog Österreich-Rundfahrt (EZF) | 2.1  | William Clarke |
| 5. Juli  | 3. Etappe Österreich-Rundfahrt    | 2.1  | Brendan Canty  |
| 30. Juli | 3. Etappe Portugal-Rundfahrt      | 2.1  | William Clarke |

### Zugänge – Abgänge
| Zugänge                | Team 2015             | Abgänge           | Team 2016                   |
| ---------------------- | --------------------- | ----------------- | --------------------------- |
| Nathan Earle           | Team Sky              | Robbie Hucker     | Avanti Isowhey Sport        |
| Jason Lowndes          | Garneau-Québecor      | Wouter Wippert    | Cannondale Pro Cycling Team |
| Jens Mouris            | Orica GreenEdge       | Dylan Girdlestone |                             |
| Brad Evans (ab 01.04.) | Neoprofi              | Martin Kohler     | Team Roth                   |
| Thomas Scully          | Madison Genesis       | Darren Lapthorne  | Laufbahn beendet            |
| Brendan Canty          | Team Budget Forklifts | Malcolm Rudolph   |                             |
| Gavin Mannion          | Jelly Belly-Maxxis    | Cameron Peterson  |                             |

### Mannschaft
| Teamkader 2016                            | Teamkader 2016    | Teamkader 2016     | Teamkader 2016               |
| Name                                      | Geburtsdatum      | Land               | Vorheriges Team              |
| ----------------------------------------- | ----------------- | ------------------ | ---------------------------- |
| Graeme Brown                              | 9. April 1979     | Australien         | Belkin (2014)                |
| Brendan Canty                             | 17. Januar 1992   | Australien         | Budget Forklifts (2015)      |
| William Clarke                            | 11. April 1985    | Australien         | Argos-Shimano (2013)         |
| Nathan Earle                              | 4. Juni 1988      | Australien         | Team Sky (2015)              |
| Brad Evans (8. Apr.–31. Dez.)             | 8. Mai 1992       | Neuseeland         |                              |
| Brenton Jones                             | 12. Dezember 1991 | Australien         | Avanti Racing Team (2014)    |
| Jordan Kerby                              | 15. August 1992   | Australien         |                              |
| Peter Koning                              | 3. Dezember 1990  | Niederlande        | Metec-TKH Continental (2014) |
| Jason Lowndes                             | 14. Dezember 1994 | Australien         | Garneau-Québecor (2015)      |
| Gavin Mannion                             | 24. August 1991   | Vereinigte Staaten | Jelly Belly-Maxxis (2015)    |
| Travis Meyer                              | 8. Juni 1989      | Australien         | Orica-GreenEDGE (2013)       |
| Jens Mouris                               | 12. März 1980     | Niederlande        | Orica-GreenEDGE (2015)       |
| Lachlan Norris                            | 21. Januar 1987   | Australien         | Team Raleigh (2013)          |
| Adam Phelan                               | 23. August 1991   | Australien         |                              |
| Timothy Roe                               | 28. Oktober 1989  | Australien         | BMC Development (2013)       |
| Thomas Scully                             | 14. Januar 1990   | Neuseeland         | Madison Genesis (2015)       |
| Samuel Spokes                             | 16. April 1992    | Australien         |                              |
| Bernard Sulzberger                        | 5. Dezember 1983  | Australien         |                              |
|                                           |                   |                    |                              |
| Quellen: ProCyclingStats Cycling Archives |                   |                    |                              |

## Platzierungen in UCI-Ranglisten
UCI America Tour
| Saison    | Mannschaftswertung | Fahrerwertung         |
| --------- | ------------------ | --------------------- |
| 2006-2013 | -                  | -                     |
| 2014      | 36.                | Lachlan Norris (333.) |
| 2015      | 14.                | Lachlan Norris (32.)  |
| 2016      | 36.                | Peter Koning (197.)   |

UCI Asia Tour
| Saison | Mannschaftswertung | Fahrerwertung                       |
| ------ | ------------------ | ----------------------------------- |
| 2006   | 7.                 | Robert McLachlan (4.)               |
| 2007   | 10.                | Darren Lapthorne (50.)              |
| 2008   | 21.                | Mitchell Docker (45.)               |
| 2009   | 17.                | Peter McDonald (53.)                |
| 2010   | 19.                | Peter McDonald (65.)                |
| 2011   | 18.                | Mohammed Adiq Husainie Othman (46.) |
| 2012   | 12.                | Rhys Pollock (11.)                  |
| 2013   | 8.                 | Bernard Sulzberger (13.)            |
| 2014   | 9.                 | Wouter Wippert (13.)                |
| 2015   | 12.                | Wouter Wippert (8.)                 |
| 2016   | 11.                | Peter Koning (82.)                  |

UCI Europe Tour
| Saison | Mannschaftswertung | Fahrerwertung           |
| ------ | ------------------ | ----------------------- |
| 2009   | 101.               | Gene Bates (479.)       |
| 2010   | 104.               | Angus Morton (816.)     |
| 2011   | 89.                | Floris Goesinnen (320.) |
| 2012   | 91.                | Adam Phelan (237.)      |
| 2013   | 102.               | Adam Phelan (292.)      |
| 2014   | 99.                | Darren Lapthorne (373.) |
| 2015   | 131.               | Brenton Jones (1056.)   |
| 2016   | 85.                | Brendan Canty (693.)    |

UCI Oceania Tour
| Saison | Mannschaftswertung | Fahrerwertung           |
| ------ | ------------------ | ----------------------- |
| 2006   | 3.                 | Phillip Thuaux (4.)     |
| 2007   | 1.                 | Robert McLachlan (1.)   |
| 2008   | 9.                 | Stuart Shaw (40.)       |
| 2009   | 1.                 | Peter McDonald (1.)     |
| 2010   | 6.                 | Lachlan Norris (15.)    |
| 2011   | 5.                 | Lachlan Norris (11.)    |
| 2012   | 3.                 | Rhys Pollock (4.)       |
| 2013   | 3.                 | Adam Phelan (6.)        |
| 2014   | 2.                 | Bernard Sulzberger (4.) |
| 2015   | 2.                 | Jordan Kerby (4.)       |
| 2016   | 2.                 | Brendan Canty (4.)      |